# 拉沙佩勒戈纳盖
拉沙佩勒戈纳盖（法語：La Chapelle-Gonaguet，法語發音：[la ʃapɛl ɡɔnaɡɛ]）是法国多尔多涅省的一个市镇，位于该省中部偏西北，属于佩里格区。

## 地理
拉沙佩勒戈纳盖（45°13'51"N, 0°36'47"E）面积19.07 平方千米，位于法国新阿基坦大区多爾多涅省，该省份为法国西南部内陆省份，是法國本土面积第三大的省，大致对应佩里戈尔地区，北起顺时针与夏朗德省、上维埃纳省、科雷兹省、洛特省、洛特-加龙省、吉倫特省和滨海夏朗德省接壤。
与拉沙佩勒戈纳盖接壤的市镇（或旧市镇、城区）包括：比萨克、阿内斯和博略、尚斯拉德、莱韦克堡、芒西尼亚克。

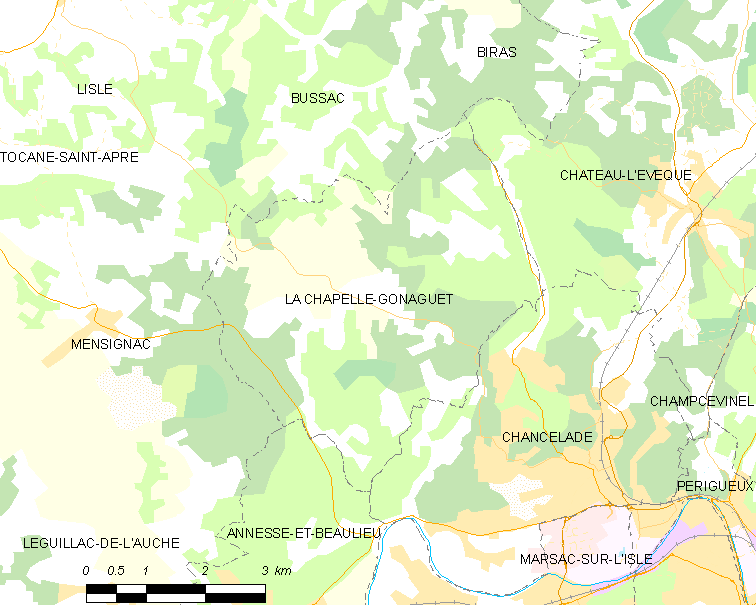
拉沙佩勒戈纳盖的OSM定位图

拉沙佩勒戈纳盖的时区为UTC+01:00、UTC+02:00（夏令时）。

## 行政
拉沙佩勒戈纳盖的邮政编码为24350，INSEE市镇编码为24108。

## 政治
拉沙佩勒戈纳盖所属的省级选区为圣阿斯捷县。

## 人口

1962-2008年间拉沙佩勒戈纳盖人口变化图示

拉沙佩勒戈纳盖于2022年1月1日时的人口数量为1058人。